# Хакор
Хакор (Маат-иб-Ра-сетеп-ен-Хнум Хакор), на гръцки Ахорис, е фараон от Двадесет и девета династия на Древен Египет. Хакор обявил, че е внук на починалия фараон Неферит I и се възкачил след като свалил от власт Псаммут.
Хакор (Ахорис) управлява през 393 – 380 пр.н.е., през което време утвърждава независимостта на Египет от властта на ахеменидския велик цар Артаксеркс II и възстановява много паметници останали от предишните фараони.
По времето на Ахорис са укрепени североизточните граници на Египет, армията е подсилена с елински наемници, които стават най-важната военна опора на Късен Египет срещу ахеменидска Персия. Ахорис създава египетски морски флот, води активна политика в Средиземно море и сключва съюзи против Персийската империя, заедно с Атина, Спарта и Кипър, както и с финикийския град Барка по крайбрежието на Либия и с арабите в Палестина.
След като приключва войната с гърците в Мала Азия персийският цар изпраща армия срещу Египет. Атинският наемен генерал Хабрий заедно с гръцки наемници помага на Хакор да защити Египет от персийците в тригодишна война от 385 до 383 пр.н.е. Ахорис тогава поддържа въстанието на киликийците в Мала Азия и финикийците, бунтуващи се против персийската власт. Силите на фараона успяват да установят временен контрол на градовете Тир и Сидон във Финикия.
Хакор умира през 380 пр.н.е. след 13-годишно управление и е наследен от Неферит II.